# Man-like Creatures
「Man-like Creatures」（マン ライク クリーチャーズ）は、日本のバンドストレイテナーの12枚目のシングルである。2010年1月13日発売。発売元はEMIミュージック・ジャパン。

## 概要
- 前作から6ヶ月ぶりとなるシングル。オリコンのウィークリーチャートではバンドのシングルでは最高順位タイとなる8位にランクインした。
- アルバム『CREATURES』の先行シングルとなった。
- CD EXTRA仕様。「DONKEY BOOGIE DODO」「Toneless Twilight」のレコーディングクリップが収録されている。

## 収録曲
1. Man-like Creatures(4:10)
作詞・作曲：ホリエアツシ、編曲：ストレイテナー
2. Toneless Twilight(4:35)
作詞・作曲：ホリエアツシ、編曲：ストレイテナー
カップリング曲であるが、PVが製作されている。アルバム『CREATURES』にも収録された。
3. Man-like Creatures (aus remix)(5:25)
作詞・作曲：ホリエアツシ、編曲：aus
4. Man-like Creatures(instrumental)(4:10)
5. Toneless Twilight(instrumental) (4:34)

## 収録アルバム
1. Man-like Creatures
『CREATURES』
2. Toneless Twilight
『CREATURES』（記載は無いものの、イントロの部分が前曲と繋がるようにミックスされている）